# Sante Marie
Sante Marie é uma comuna italiana da região dos Abruzos, província de Áquila, com cerca de 1 340 habitantes. Estende-se por uma área de 40 km², tendo uma densidade populacional de 34 hab/km². Faz fronteira com Borgorose (RI), Carsoli, Magliano de' Marsi, Pescorocchiano (RI), Tagliacozzo.

## Demografia
| Variação demográfica do município entre 1861 e 2011                               |
|                                                                                   |
| Fonte: Istituto Nazionale di Statistica (ISTAT) - Elaboração gráfica da Wikipedia |